# Agrotis delorata
Agrotis delorata là một loài bướm đêm trong họ Noctuidae.